# Agmina cheirella
Agmina cheirella là một loài Trichoptera trong họ Ecnomidae. Chúng phân bố ở miền Australasia.